# Туманненське міське поселення
Тума́нненське міське́ посе́лення (рос. Туманненское городское поселение) — адміністративне утворення у складі Кольського району Мурманської області, Росія.
| Мурманська область | Це незавершена стаття про Мурманську область. Ви можете допомогти проєкту, виправивши або дописавши її. |